# Pietra
Pietra és una marca de cervesa de l'illa de Còrsega.

## Història
La cerveseria Pietra va obrir les portes l'any 1996. El nom de Pietra prové de Pietraserena, el poble cors natal d'Armelle i Dominique Sialelli, fundadors de la cerveseria. La cervesa Pietra és una cervesa amb 6% de grau alcohòlic, elaborada a partir d'una barreja de malt d'ordi i castanya. La castanya s'ha utilitzat sempre a Còrsega com a cereal, però va ser necessari fer estudis durant anys per a validar les qualitats de la farina de castanya que dona a la cervesa Pietra el seu color daurat. La producció anual de cervesa Pietra supera els 42.000 hectolitres.
La cerveseria Pietra també produeix Corsica Cola, un refresc sense alcohol, des del 2003.